# Wojciech Borowiak
Wojciech Borowiak (ur. 16 października 1952 w Rajgrodzie) – polski trener judo, twórca największych sukcesów Pawła Nastuli.
Od 1978 pracował jako trener judo, od 1980 na stałe w AZS AWF Warszawa, w latach 1990-1994 był wiceprezesem Polskiego Związku Judo. W latach 1995–1998 był odpowiedzialny za kadrę olimpijską judoków. Był trenerem klubowym Pawła Nastuli, którego przygotowywał także do najważniejszych występów w kadrze narodowej – zakończonych złotymi medalami Igrzysk Olimpijskich w Atlancie (1996), mistrzostw świata (1995, 1997) i mistrzostw Europy (1994, 1995, 1996). W 1997 został wybrany trenerem roku przez Przegląd Sportowy.
Posiadacz 5 dan (od 16 października 2010). Poprzedni stopień, 4 Dan, zdobył 16 lat wcześniej (5 stycznia 1994).